# Back 2 Base X
Back 2 Base X è il quinto album in studio del gruppo musicale rap metal statunitense Hed P.E., pubblicato nel 2006 col nome (hed) Planet Earth.

## Tracce
1. Listen – 2:53
2. Novus Ordos Clitorus – 3:13
3. Lock and Load – 3:03
4. White Collars – 3:22
5. Get Ready – 2:52
6. Sophia – 3:23
7. Peer Pressure – 0:44
8. Beware Do We Go – 3:54
9. Daze of War – 5:13
10. Sweetchops – 3:05
11. So It Be – 3:57
12. Let's Ride – 4:08
13. The Chosen One – 3:18

## Formazione
- Jahred (Jared Gomes) – voce
- Mawk (Mark Young) – basso
- Jaxon (Jaxon Benge) – chitarra
- Moke (Mark Bistany) – batteria
- Doug «DJ Product © 1969» Boyce – Turntablism